# Camp romain
Un camp romain est une installation, durable ou provisoire, construite par les armées romaines pour protéger leur cantonnement. Contrairement à toutes les armées antiques, lorsque les légions de la Rome antique en campagne quittent une zone totalement sûre, elles construisent un camp fortifié (castrum en latin, pluriel : castra). Cette habitude est très ancienne, et remonte peut-être aux réformes de Camille (Marius a plus tard codifié ces habitudes).

## Description
Depuis les temps les plus anciens, les camps romains étaient construits selon un certain modèle idéal, décrit formellement dans deux sources principales, le De munitionibus castrorum et les travaux de Polybe.
La première étape de la construction d'un castrum consistait à choisir un emplacement approprié. Il s'agit d'une décision cruciale, car le site doit répondre à plusieurs critères stratégiques et pratiques : le site était choisi en fonction de son caractère défensif, souvent sur un terrain élevé, près d'une rivière, d'une colline ou d'autres barrières naturelles. Il devait également offrir un bon point de vue pour observer les environs et contrôler les routes principales ou les voies de ravitaillement. Le camp devait avoir accès à des sources d'eau, telles que des rivières ou des sources, et à des forêts proches pour les matériaux de construction tels que le bois. Si les positions surélevées sont préférables pour la défense, le site lui-même doit être relativement plat pour permettre une construction efficace et garantir l'ordre interne. Un bon drainage était également essentiel. Une fois le site identifié, des arpenteurs mensorēs arrivaient pour évaluer son adéquation et commencer le tracé. Dans un premier temps, le centre du camp a été déterminé à l'intersection de la Via Praetoria et de la Via Principalis, divisant ainsi le camp en deux moitiés, l'une au nord et l'autre au sud. L'intersection de ces deux routes constituait le point central du camp, autour duquel le reste du tracé était mesuré. À l'aide d'outils tels que la groma, les mensorēs traçaient le périmètre rectangulaire du camp. 
Le camp était divisé en quadrants égaux pour faciliter l'organisation et les déplacements.
Quatre portes étaient placées aux points cardinaux :
- Porta Praetoria (porte avant, face à l'ennemi).
- Porta Decumana (porte arrière, en face de la porta praetoria).
- Porta Principalis Dextra (porte de droite le long de la via principalis).
- Porta Principalis Sinistra (porte de gauche le long de la via principalis).[3]

Lorsque les murs (vallum) extérieurs n'étaient pas construits en pierre, le castra était entouré d'un fossé sec en forme de V, sur lequel se trouvait un mur de palissade à deux rangées dont l'espace intermédiaire était rempli de terre. Une protection supplémentaire pouvait être obtenue en creusant des fosses avec des pieux pointus et des obstacles faits de branches épineuses ou autres. Des tours de guet ont été érigées à intervalles réguliers le long du mur, avec des positions intermédiaires pour l'artillerie de la division.
Sur le pourtour intérieur du mur se trouvait un espace libre (intervallum), qui servait à capter les missiles ennemis, de voie d'accès au mur et d'espace de stockage, de fours et de latrines. Les légionnaires étaient logés dans une zone périphérique à l'intérieur de l'« intervallum », qu'ils pouvaient rapidement traverser pour prendre position sur le mur. À l'intérieur des quartiers légionnaires se trouvait une voie de service périphérique, la « Via Sagularis ».
Une forteresse romaine comportait généralement quatre portes, la rue principale, appelée via praetoria, s'étendant à partir de la porte principale, la porta praetoria. Cette rue croisait à angle droit une autre voie principale appelée via principalis. La Via Principalis traversait le vallum dans la Porta Principalis Dextra (« porte principale droite ») et la Porta Principalis Sinistra (« porte principale gauche »), qui étaient des portes fortifiées par des turres (« tours »). La partie de la forteresse située entre le mur d'enceinte et la via principalis était connue sous le nom de praetentura, où se trouvaient les casernes et les entrepôts (horrea). Une autre voie, la via decumana, s'étendait de la porte arrière, la porta decumana, à la via quintana. La zone située entre la via quintana et le mur arrière, appelée retentura, contenait également des casernes, des entrepôts et des atelier.

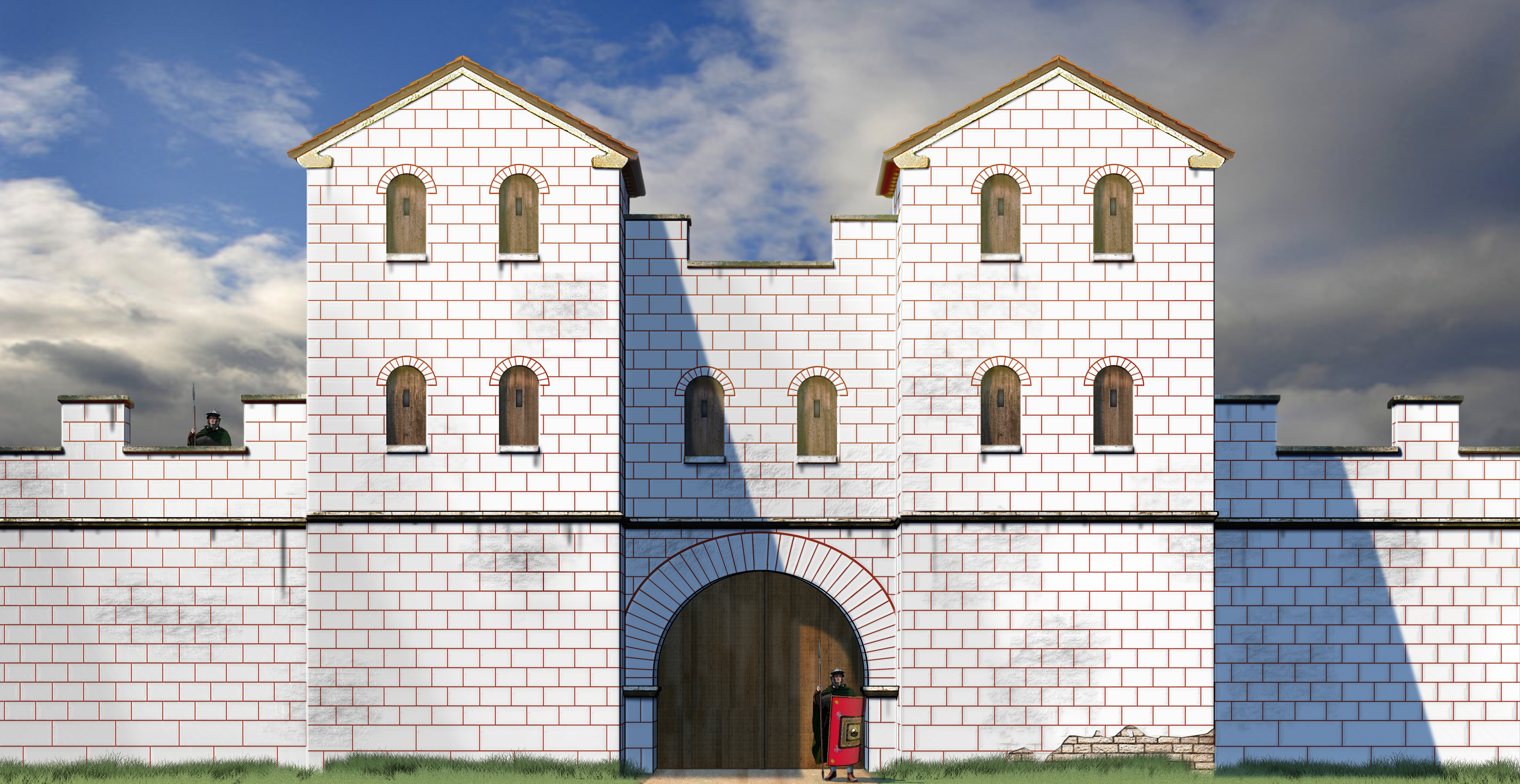
Porta decumana (Porte Nord) au Camp romain de Favianis, en Basse-Autriche.

La partie centrale de la forteresse, située entre la via principalis et la via quintana, était appelée latera praetorii et abritait les bâtiments les plus importants. Il s'agissait de la principia (le quartier général), qui était alignée face à la porte principale, du praetorium (la résidence du commandant), des thermes et de l'hôpital, connu sous le nom de valetudinarium. En outre, juste à l'intérieur des murs de défense et sur tout le périmètre de la forteresse, se trouvait une autre voie principale, la via sagularis. Des rues plus petites se ramifiaient pour relier les différents bâtiments aux routes principales.

### Bâtiments
La Via Quintana et la Via Principalis divisaient le camp en trois quartiers : la “'Latera Praetorii”', la  “'Praetentura”' et la Retentura. Dans la 'latera (côtés) se trouvaient les Arae (autels sacrificiels), le Auguratorium (pour les auspices), le Tribunal, où se déroulaient les cours martiales et les arbitrages (il disposait d'une plate-forme surélevée), le corps de garde, les quartiers des différents types de personnel et les entrepôts de grains (horrea) ou de viande (carnarea). Parfois, les horrea étaient situés près des baraquements et la viande était stockée sur le sabot. L'analyse des eaux usées des latrines indique que le régime alimentaire des légionnaires était principalement composé de céréales. Dans la “'Latera”' se trouvait également l'“'Armamentarium”', un long hangar contenant toutes les armes lourdes et l'artillerie qui ne se trouvaient pas sur le mur.
La Praetentura ("s'étendant vers le front") contenait les quartiers des officiers inférieurs au général mais supérieurs aux commandants de compagnie (Legati). Près de la Principia se trouvaient le Valetudinarium (hôpital), le Veterinarium (pour les chevaux), la Fabrica (atelier pour les métaux et le bois) et, plus loin à l'avant, les quartiers des forces spéciales. Ces dernières comprenaient les Classici ("marines", car la plupart des camps européens se trouvaient sur des rivières et disposaient d'un commandement naval fluvial), les Equites ("cavalerie"), les Exploratores ("éclaireurs") et les Vexillarii (porteurs de vexilla, les fanions officiels de la légion et de ses unités). Les troupes qui n'avaient pas leur place ailleurs s'y trouvaient également. La partie de la “'Retentura”' ("s'étendant à l'arrière") la plus proche de la Principia contenait le Quaestorium. À la fin de l'empire, il était devenu un lieu de stockage du butin et une prison pour les otages et les prisonniers ennemis de haut rang. Près du “'Quaestorium”' se trouvaient les quartiers généraux de la garde (Statores), qui représentaient deux centuries (compagnies). Si lImperator était présent, ils lui servaient de garde du corps.
Plus loin du « Quaestorium » se trouvaient les logements des « Nationes » (indigènes), qui étaient les auxiliaires des troupes étrangères, et des légionnaires dans des doubles rangées de tentes ou de baraquements (« Strigae »). Une Striga était aussi longue que nécessaire et mesurait 18 m de large. Elle comprenait deux Hemistrigia de tentes face à face, centrées sur sa bande de 9 m. Les armes pouvaient être empilées devant les tentes. Les armes pouvaient être empilées devant les tentes et les chariots à bagages y étaient également rangés. L'espace de l'autre côté de la tente était réservé au passage. Dans les régions septentrionales comme la Grande-Bretagne, où il fait froid en hiver, les Romains construisaient des baraquements en bois ou en pierre. Les Romains y installaient également une cheminée. Il y avait environ trois lits superposés. Ils avaient une petite pièce à côté où ils mettaient leur armure ; elle était aussi grande que les tentes. Ils construisaient ces baraquements si le fort qu'ils possédaient devait rester là pour de bon.
Les casernes étaient généralement situées à l'avant et à l'arrière de la forteresse. Chaque cohorte comprenait six blocs de casernes, alignés parallèlement, souvent disposés par paires face à face. Toutefois, le nombre et le type de bâtiments d'une forteresse varient considérablement, de même que la conception, la taille et les proportions des casernes. Les bâtiments étaient de forme rectangulaire, mesurant 30 à 100 x 7 à 15 m, et divisés en contubernia (généralement au nombre de 10 à 13). Chaque contubernium comprenait une pièce avant et une pièce arrière (probablement pour le stockage et le sommeil respectivement). La majorité des casernes étaient équipées d'un passage couvert ou d'une véranda le long de l'élévation avant. Les centurions étaient logés dans des maisons individuelles, construites à proximité immédiate de leur caserne ou attachées à celle-ci. Pour la première cohorte d'élite, le logement était généralement situé dans la zone latera praeticii, souvent dans des casernes légèrement plus grandes que celles des autres cohortes. Leurs centurions (les centurions les plus gradés de la légion, chacun responsable d'une double centurie) bénéficiaient de résidences plus substantielles et plus grandes. Les maisons des tribuns étaient encore plus grandes et suivaient généralement le modèle du péristyle civil, avec une série de pièces autour d'une cour centrale.

### Baraques
Les baraques étaient généralement situées à l'avant et à l'arrière de la forteresse. Chaque cohorte comprenait six blocs de baraques, alignés parallèlement, souvent disposés par paires face à face. Toutefois, le nombre et le type de bâtiments d'une forteresse varient considérablement, de même que la conception, la taille et les proportions des baraques. Les bâtiments étaient de forme rectangulaire, mesurant 30 à 100 x 7 à 15 m, et divisés en contubernia (généralement au nombre de 10 à 13). Chaque contubernium comprenait une pièce avant et une pièce arrière (probablement pour le stockage et le sommeil respectivement). La majorité des baraques étaient équipées d'un passage couvert ou d'une véranda le long de l'élévation avant. Les centurions étaient logés dans des maisons individuelles, construites à proximité immédiate de leur baraque ou attachées à celle-ci. Pour la première cohorte d'élite, le logement était généralement situé dans la zone latera praeticii, souvent dans des baraques légèrement plus grandes que celles des autres cohortes. Leurs centurions (les centurions les plus gradés de la légion, chacun responsable d'une double centurie) bénéficiaient de résidences plus substantielles et plus grandes.

## Hygiène et santé
Un approvisionnement en eau fiable et propre était un facteur essentiel pour déterminer l'emplacement d'un fort romain. Végèce a souligné l'importance de la qualité de l'eau en déclarant : "L'eau doit être saine et non marécageuse. La mauvaise eau est une sorte de poison et la cause de maladies épidémiques". Une garnison avait besoin d'importantes quantités d'eau douce, les estimations suggérant que chaque soldat avait besoin d'environ 2,5 litres par jour pour boire et cuisiner. De l'eau supplémentaire était nécessaire pour les chevaux de cavalerie, les bagages, les bains, les latrines, les ateliers et la résidence du commandant. Les bâtiments serrés les uns contre les autres, en particulier dans les forts en bois, augmentaient également le risque d'incendie, ce qui rendait essentiel un approvisionnement en eau accessible.
Idéalement, les forts étaient construits autour d'une source naturelle, comme l'a noté Végèce : « Des sources perpétuelles à l'intérieur des murs sont du plus grand avantage. » Toutefois, en l'absence de sources, des puits étaient creusés, comme le recommandaient à la fois Végèce et l'architecte Vitruve. Les puits devaient atteindre la nappe phréatique, l'eau étant tirée à l'aide de cordes. La plupart des forts comprenaient des puits, en particulier lorsque la nappe phréatique était proche de la surface, et un puits était généralement situé dans la cour de la principia. Trois méthodes principales étaient utilisées pour la construction des puits : les puits pouvaient être creusés directement dans la roche, doublés de bois ou renforcés par des murs en mortier ou en pierre sèche.
Au fort de Saalburg, au moins quatre-vingt-dix-neuf puits ont été fouillés à l'intérieur du fort et de l'agglomération civile qui l'entoure. Il s'agit d'exemples des trois méthodes de construction, bien que les puits à revêtement en bois aient été les plus fréquemment utilisés. Les conditions d'engorgement au fond de certains puits ont permis de préserver des détails de construction, notamment les revêtements en bois, les rouleaux en bois des mécanismes d'enroulement, les fragments de corde de chanvre et même les seaux utilisés pour puiser l'eau. Ces découvertes ont permis aux archéologues de reconstituer entièrement un puits de tirage fonctionnel pour le site.
En ce qui concerne les installations sanitaires, un camp disposait à la fois de latrines publiques et de latrines privées. Les latrines publiques étaient constituées d'une rangée de sièges situés au-dessus d'un canal d'eau courante. Le prétoire possédait ses propres latrines et était probablement le quartier des officiers de haut rang. Les latrines des soldats se trouvaient dans l'intervallum ou à proximité, où elles étaient facilement accessibles. En outre, chaque castra disposait d'un bain public pour les soldats. Les bâtiments de bains comprenaient un vestiaire (apodyterium), une chambre froide (frigidarium), une chambre chaude (tepidarium) et une ou plusieurs chambres chaudes (caldarium), généralement avec une salle de sudation (laconicum), une aire d'exercice (palaestra) et une piscine (piscina).

## Environnement
Autour des castra se trouvaient des villages destinés à subvenir aux besoins du personnel militaire qui y était stationné. Ces villages, appelés canabae pour les forteresses légionnaires et vici pour les forteresses auxiliaires, abritaient une grande variété de personnes, notamment des marchands, des artisans, des familles de soldats et d'autres civils qui fournissaient des biens et des services. Les canabae et les vici étaient des centres vitaux pour le commerce et l'activité économique, fournissant de la nourriture, de l'équipement et d'autres produits de première nécessité aux soldats. Ils servaient également de centres sociaux et culturels, facilitant les interactions entre les militaires romains et les populations locales. Les villages étaient généralement de trois types. Le premier était le village routier, où les bâtiments bordaient les principales artères menant à la forteresse ou en provenant. Le deuxième type, connu sous le nom de village tangentiel, se composait de structures suivant une route qui passait le long du camp. Le troisième type était le village circulaire, où les bâtiments étaient disposés le long d'une route de contournement circulaire qui encerclait le castra. Les bâtiments de ces villages étaient généralement longs et étroits, avec une petite façade donnant sur la rue, souvent dotée d'un portique. Les maisons étaient construites sur des parcelles allongées, les parties avant servant de logements, de tavernes, de cuisines, de magasins ou de caves de stockage. Les parties arrière de ces propriétés étaient utilisées à des fins pratiques, telles que les ateliers, les écuries, les puits et les latrines, ce qui permettait d'utiliser efficacement l'espace disponible à des fins résidentielles et commerciales.

## Vie quotidienne
À l'aube, la journée commence par le son de la buccina qui signale aux soldats qu'ils doivent se lever. Ils revêtent rapidement leurs tuniques et leurs armures, car la ponctualité est cruciale. L'assemblée du matin suivait, au cours de laquelle le centurion inspectait les soldats, s'assurant que leurs armes et armures étaient en parfait état. C'est à ce moment-là que les ordres pour la journée sont donnés et que la discipline est strictement appliquée. Après le rassemblement, les soldats participent souvent à un entraînement physique. Il s'agit de marches, d'exercices de combat avec des armes en bois et d'exercices de force pour les maintenir prêts au combat. Selon l'endroit où ils se trouvaient et l'état de la forteresse, les soldats pouvaient également s'entraîner au tir à l'arc, au lancer de javelot ou à la construction d'équipements de siège. Ces séances étaient non seulement essentielles pour maintenir la forme physique, mais aussi pour inculquer la discipline et le travail d'équipe. Lorsqu'ils ne s'entraînaient pas, les soldats étaient affectés à diverses tâches au sein de la forteresse. Il pouvait s'agir de réparer les fortifications, d'entretenir les routes ou d'aiguiser les armes. Ils montaient également la garde à tour de rôle, patrouillant les murs et les portes de la forteresse pour en assurer la sécurité.
Vers midi, les soldats prenaient leur repas (prandium). Ce repas se composait généralement de pain, de bouillie, de fromage, de légumes et parfois de viande si les réserves le permettaient. Après le repas, les soldats retournaient à leurs tâches. Certains participent à des tâches administratives telles que la tenue des registres, l'inventaire des fournitures ou la rédaction de rapports. D'autres travaillaient sur des projets de construction, comme la construction ou la réparation de casernes, d'écuries ou de routes menant à la forteresse. Les artisans qualifiés parmi les soldats pouvaient être chargés de forger des armes, de fabriquer des armures ou de créer des outils.L'après-midi était souvent consacrée à l'entraînement ou à la préparation des campagnes à venir. Les soldats s'entraînaient à former des troupes, affinaient leurs techniques de combat et répétaient leurs stratégies sous l'œil attentif de leurs centurions.
À l'approche du soir, la forteresse devient plus silencieuse. Les soldats se relaient pour monter la garde, certains veillent tandis que d'autres se reposent. Le dîner (cena) était plus copieux et plus substantiel que le repas de midi. Après le dîner, les soldats disposaient d'un temps libre (otium). Ils pouvaient écrire des lettres à leur famille, réparer leur équipement ou s'adonner à des jeux comme les dés ou les jeux de société. Les contes et les chants étaient des activités populaires qui contribuaient à maintenir le moral des troupes à un niveau élevé. Certains soldats utilisaient ce temps pour des pratiques religieuses, offrant des sacrifices ou des prières à leurs dieux. Avant de se retirer pour la nuit, le programme de garde était finalisé et les portes de la forteresse étaient sécurisées. Les soldats de la garde de nuit patrouillent le long des murs, assurant la sécurité du camp pendant toute la nuit. D'autres se reposaient dans leurs baraquements, dormant sur de simples lits en bois avec des paillasses, prêts à reprendre la routine à l'aube.